# Las tinieblas y el alba
Las tinieblas y el alba, es una novela publicada en 2020 por el escritor galés Ken Follett, es la precuela de la trilogía de Los pilares de la Tierra.
La novela, ambientada en la Inglaterra del año 997 en la ciudad ficticia de Kingsbridge, está protagonizada por Edgar, un joven constructor de barcos, Ragna, la hija de un noble normando y Aldred, un monje idealista.

## Argumento
A fines del siglo X, en plena Edad Oscura, Inglaterra se enfrenta a los ataques de los vikingos y de los galeses. Edgar, un joven constructor de barcos, cuyos planes de irse a vivir con la mujer de la que se ha enamorado, se truncan cuando su hogar es repentinamente arrasado por los vikingos. Junto a Ragna, la rebelde hija de un noble normando que acompaña a su marido a una nueva tierra al otro lado del mar para descubrir que las costumbres allí son peligrosamente distintas, y Aldred, un monje que desea transformar su humilde abadía en un centro de saber admirado en toda Europa. Los tres se verán abocados a un enfrentamiento con el despiadado obispo Wynstan, decidido a aumentar su poder a cualquier precio.